# Língua manide
Manide é uma língua  filipina falada perto da província de Camarines Norte na península de Bicol do sul de Luzon nas Filipinas. Manide é falado por quase 4 mil Negritos pessoas, a maioria das quais vivendo nas cidades de Labo, Jose Panganiban e Paracale. Muitas das crianças da população da etnia Manide ainda crescem falando Manide.

## História
Por volta de 1903 e 1924, John M. Garvan (1963) visitou as comunidades filipinas de Negritso na região de Luzon e, naquela época, Manide era a língua registrada que foi documentada um século atrás.

## Fonologia
|                 | Labial | Alveolar | Velar | Glotal |
| Oclusiva surda  | p      | t        | k     | ?      |
| Oclusiva sonora | b      | d        | g     |        |
| Fricativa       |        | s        |       | h      |
| Nasal           | m      | n        | ŋ     |        |
| Lateral         |        | l        |       |        |
| Vibrante        |        | r        |       |        |
| Semivogal       | w      | y        |       |        |

| i       |   | u |
| e ([ε]) |   | o |
|         | a |   |